# Asamblea de Bayona

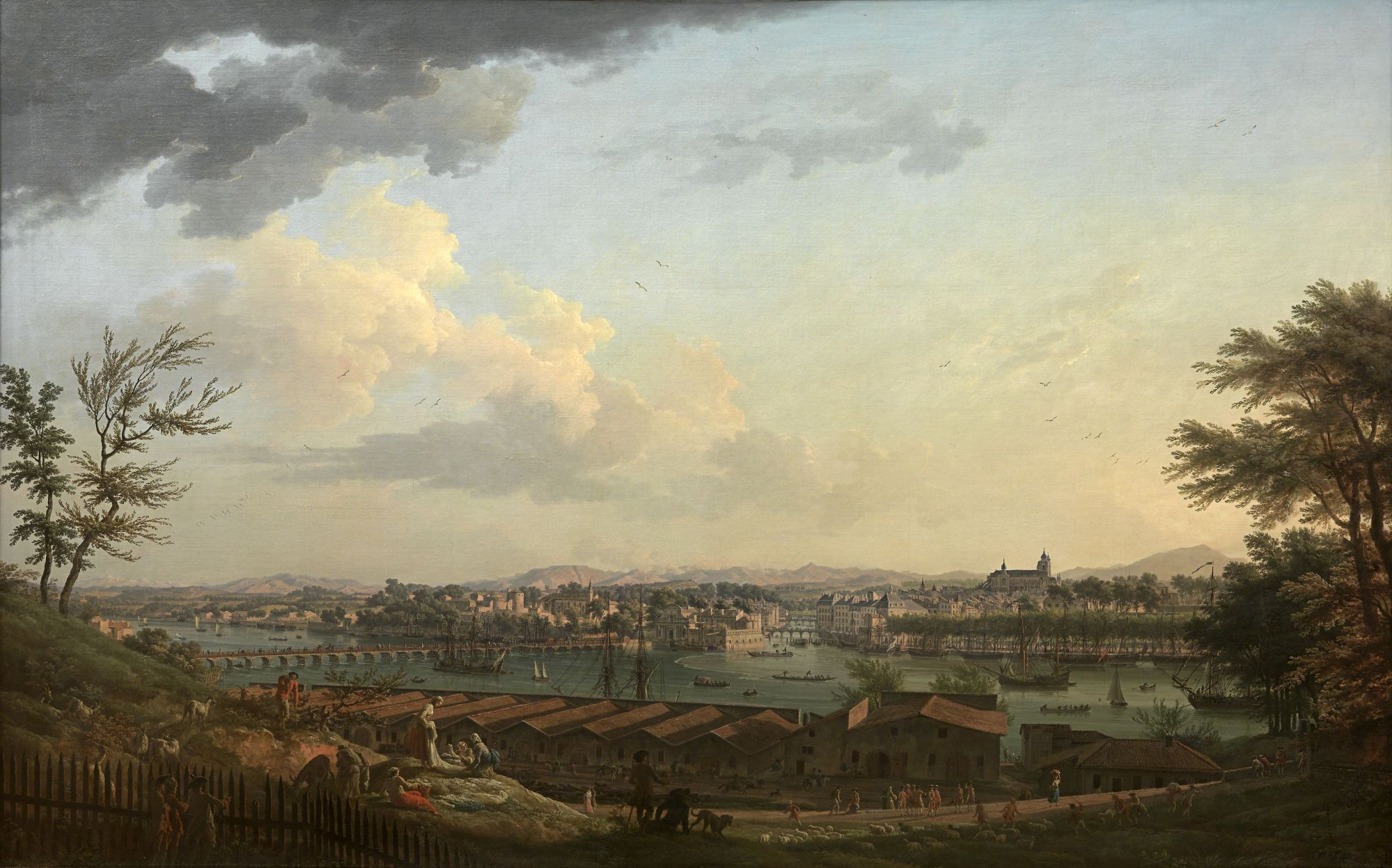
Vista de Bayona en 1760.

La Asamblea de Bayona, oficialmente Junta Nacional, fue una reunión de 91 notables españoles celebrada en junio de 1808 en Bayona (Francia), convocados por el emperador de los franceses Napoleón Bonaparte, quien a principios de mayo había conseguido que Carlos IV y Fernando VII le cedieran sus derechos de la Corona española en las abdicaciones de Bayona. El objetivo principal de la Asamblea era aprobar la llamada Constitución de Bayona, que sería la ley fundamental que regiría el reinado de José I de España, hermano mayor del emperador, que fue quien lo designó y nombró. La Asamblea y lo aprobado por ella no fue reconocido por los españoles «patriotas» que se opusieron al «rey intruso» José Bonaparte y proclamaron como su verdadero rey a Fernando VII, cautivo en Valençay, a pesar de que este sí que consideró a José I como su legítimo soberano.

## Convocatoria

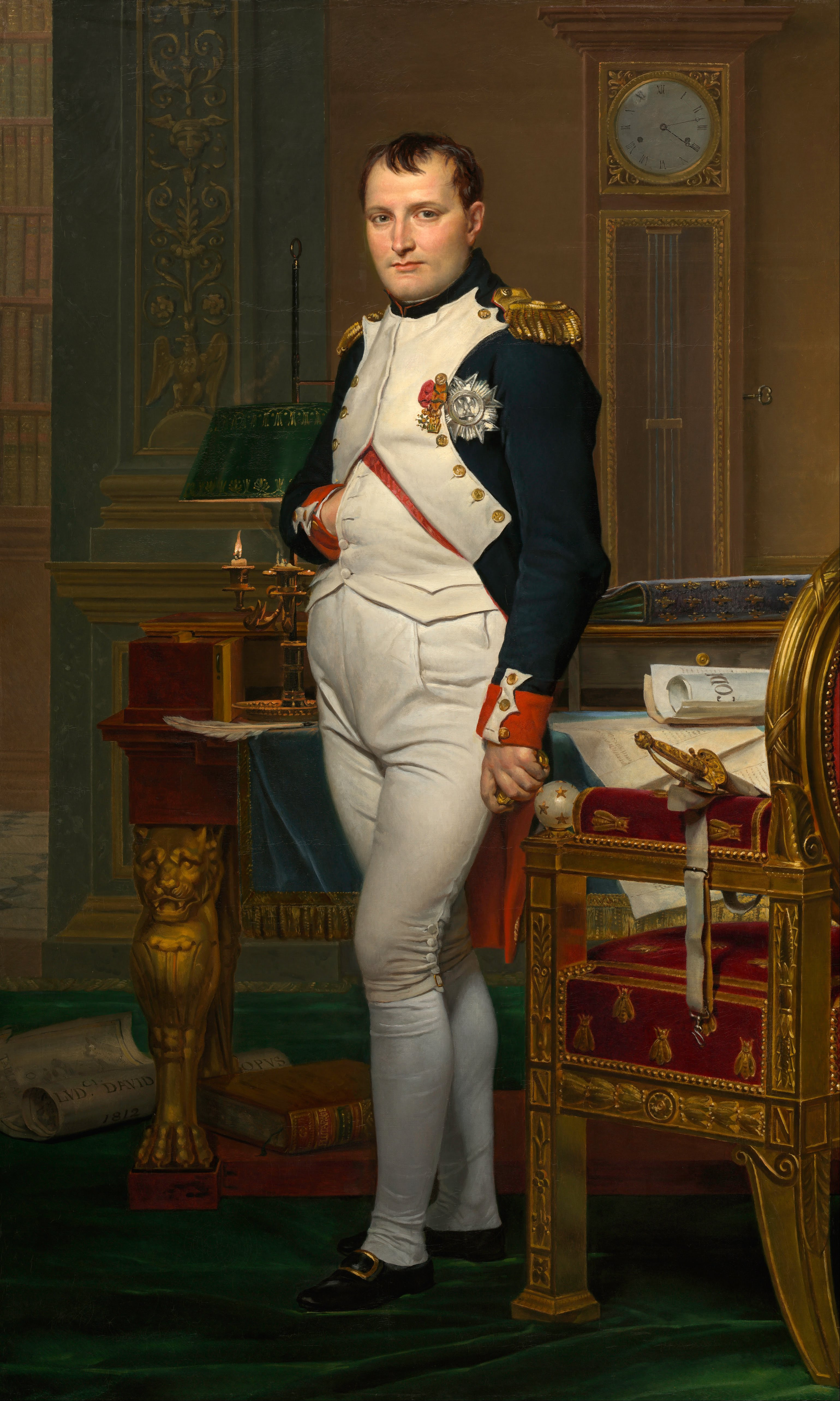
Napoleón I, emperador de los franceses.

El 25 de mayo de 1808 Napoleón hizo pública una proclama «a los españoles» en la que les comunicaba que contaba con «todos los derechos» a la corona española y que había «mandado convocar una asamblea general de diputaciones de las provincias y de las ciudades» para conocer por sí mismo cuáles eran «vuestros deseos y cuáles vuestras necesidades». Una vez convocada esta «asamblea general», Napoleón anunciaba que entonces cedería «todos» sus derechos y colocaría la  «gloriosa» corona de España «en las sienes de otro yo mismo [cuyo nombre no desvelaba], garantizándoos una constitución que concilie la santa y saludable autoridad del soberano con las libertades y privilegios del pueblo». Napoleón se presentaba como el «regenerador» de la monarquía española:

Españoles: después de una larga agonía, vuestra nación iba a perecer. He visto vuestros males, y voy a remediarlos. Vuestra grandeza y vuestro poder hacen parte del mío. [...] Vuestra monarquía es vieja: mi misión se dirige a renovarla; mejoraré vuestras instituciones, y os haré gozar de los beneficios de una reforma, sin que experimentéis quebrantos, desórdenes ni convulsiones. [...] Españoles: acordaos de lo que han sido vuestros padres, y mirad a lo que habéis llegado. No es vuestra la culpa, sino del mal gobierno que os regía. Tened suma esperanza y confianza en las circunstancias actuales; pues Yo quiero que mi memoria llegue hasta vuestros últimos nietos, y que exclamen: Es el regenerador de nuestra patria.

La Junta de Gobierno, que Fernando VII había nombrado tras su marcha de Madrid para ir al encuentro de Napoleón y que ahora presidía el mariscal Joachim Murat, lugarteniente en España del emperador, fue la encargada de regular el procedimiento de la elección de los diputados que acudirían a la que sería conocida como «Asamblea de Bayona» ―el término tradicional de Cortes fue descartado―. La fórmula había sido acordada por una comisión integrada por miembros de la Junta de Gobierno y del Consejo de Castilla y por presiones francesas se había adoptado un sistema híbrido entre el sistema tradicional estamental y el corporativo napoleónico: serían elegidas ciento cincuenta personas pertenecientes a la nobleza, al clero y a las ciudades con voto en Cortes, más representantes de las provincias aforadas (Vascongadas y Navarra) y de las instituciones militares y económicas, además de las universidades. Además se reservaban quince puestos a «personas ilustradas» y seis a las «provincias ultramarinas» ―que serían ocupados por residentes en España debido a la premura de la convocatoria―.
A su vez, tras redactarse la convocatoria para la asamblea, la Junta de Gobierno de Madrid reconoció la conveniencia de que las Indias (América y Filipinas) pudiesen tener representación dentro de está, por lo que en la Gaceta de Madrid del 24 de mayo se designarían a los siguientes americanos para venir a Bayona: Para La Habana, el marqués de San Felipe y Santiago; para Nueva España, José Joaquín del Moral (canónigo de la catedral de México); para Perú, Tadeo Bravo y Rivera; para Buenos Aires, León Altolaguirre; para Guatemala, Francisco Antonio Zea; para Santa Fe de Bogotá, Ignacio Sánchez Tejada. Sin embargo, José Ramón Milá de la Roca y Nicolás Herrera reemplazarían al diputado de Buenos Aires, mientras que José Hipólito Odoardo y Grandpré se agregaría como representante de Caracas, a su vez que Agustín Leocadio de Landáburu reemplazaría al diputado de Perú. Pese a ello, los representantes de Perú y de La Habana no lograrían acudir, y algunos terminarían sumándose a las filas de las Cortes de Cádiz posteriormente. Por otra parte, ni uno de ellos fue democráticamente elegido ni se presentó algún procedimiento para su elección, solo que fueran americanos residentes en la Penínsulas (pues no hubo tiempo de espera para hacer algo más adecuado). Además, casi todos habían sido reformistas ilustrados durante la regencia de Carlos III (por lo que no eran creyentes de la monarquía absoluta por derecho divino, pero tampoco fanáticos de la Revolución francesa que era percibida como una barbarie anárquica y violenta). Por otra parte, el Consejo de Indias (bajo representación nominal de Francisco Amorós), propuso que se agregaran dos diputados más en Asamblea para que se represente a la Capitanía General de Yucatán y la Real Audiencia del Cuzco.
Sin embargo la generalización de la rebelión antifrancesa por toda España, que el manifiesto de Napoleón no consiguió aplacar, impidió que el proceso se realizara con normalidad y hasta una treintena de diputados serían nombrados directamente por Murat. La composición teórica de la Asamblea de Bayona quedó así: 48 diputados eclesiásticos, de los cuales 20 curas-párrocos; 51 de la nobleza, que incluían 9 diputados del Ejército y de la Marina; y 49 del «brazo popular», casi la mitad de los cuales correspondientes a las ciudades con derecho a voto en las Cortes, más 8 diputados de las provincias aforadas e insulares, 14 de las Cámaras de Comercio y 3 de las universidades. Al final, de los 148, solo llegarían a Bayona 91, entre otras razones porque algunos de ellos fueron detenidos por los «insurgentes» y obligados a regresar a sus lugares de origen. «En suma, una Asamblea compuesta por individuos caracterizados de las elites políticas, económicas y culturales. Algunos de ellos asistieron plenamente convencidos porque habían asumido el discurso napoleónico de la regeneración del país. Pero el hecho de que la mayoría acabara a corto plazo, y, sobre todo, después de la batalla de Bailén, por alimentar las filas de la resistencia o la inhibición, nos lleva a un complejo marco de motivaciones y actitudes…».
El 3 de junio de 1808 la Junta de Gobierno hizo pública la siguiente proclama en apoyo del cambio de dinastía, legitimando las abdicaciones de Bayona:

Cuando la España, esta nación tan favorecida de la naturaleza, empobrecida, aniquilada y envilecida a los ojos de la Europa por los vicios y desórdenes de su gobierno, tocaba ya al momento de su entera disolución. [...] El Príncipe más poderoso de Europa ha recibido en sus manos la renuncia de los Borbones; no para añadir nuevos países a su imperio, ya demasiado grande y poderoso, sino para establecer sobre nuevas bases la monarquía española, y para hacer en ella todas las reformas saludables, porque tanto suspirábamos hace algunos años, y que solo puede facilitar su irresistible poder. [...] Formará leyes fundamentales que aseguren la autoridad del Soberano y la felicidad de los vasallos; y ceñirá con la diadema de España las sienes del Príncipe generoso, [...] y que teniendo en su mano medios y recursos que otro ninguno puede reunir en poco tiempo, restituirá a España el poder que ha perdido por la debilidad de su antiguo gobierno. [...] El héroe que admira el mundo, y admirarán los siglos, está trabajando en la grande obra de nuestra regeneración política…

## Proclamación de José I como rey de España

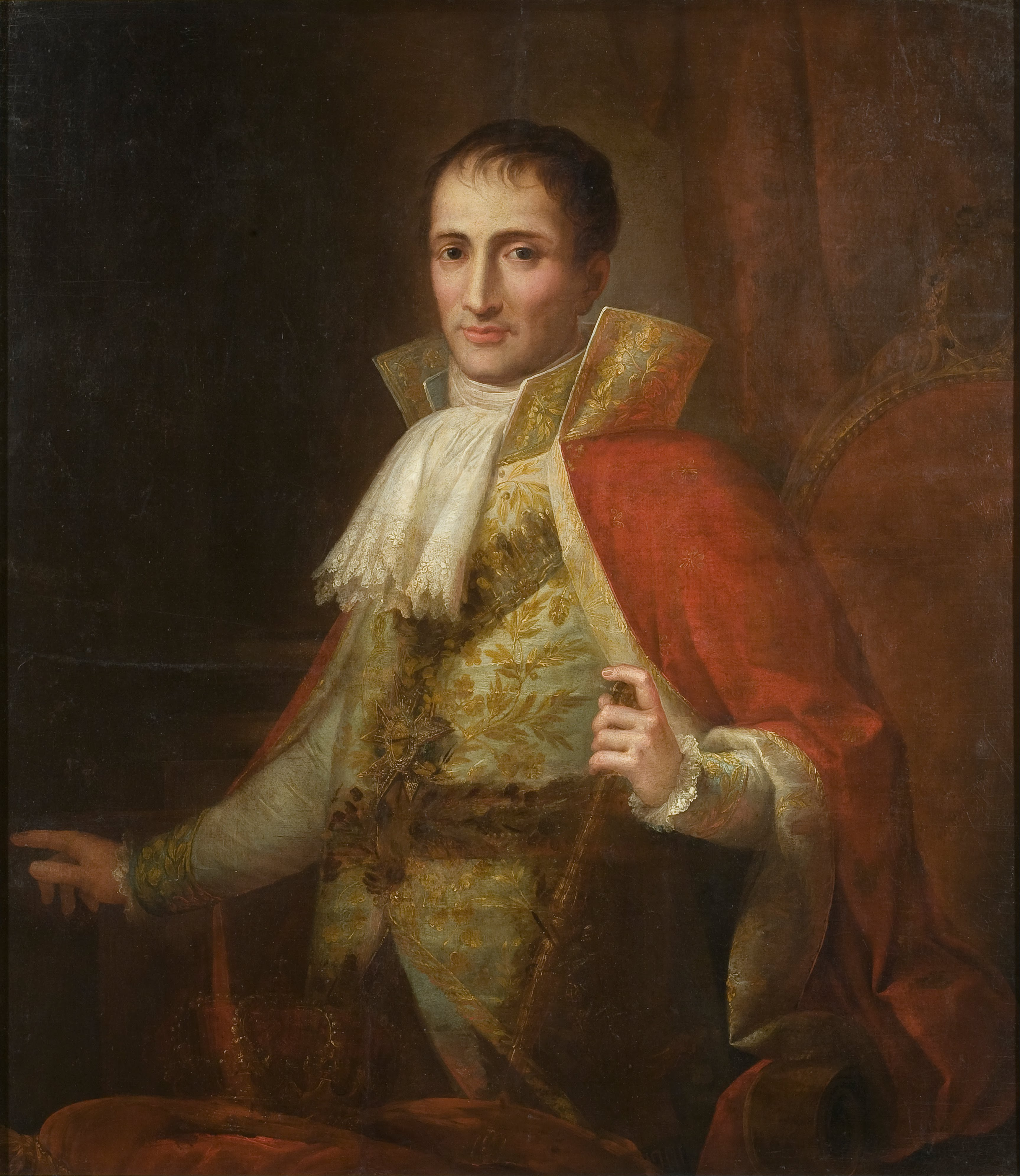
Retrato de José I por Joseph Flaugier (Museo Nacional de Arte de Cataluña, 1809).

Cuando los diputados llegaron a Bayona conocieron que el 4 de junio Napoleón había firmado un decreto en el que proclamaba «a nuestro muy amado hermano José Napoleón» «rey de las Españas y de las Indias». En el decreto se decía: «La Junta de Estado y el Consejo de Castilla, la villa de Madrid..., habiéndome hecho conocer por mensajes que el bien de España exigía que se pusiese un rápido fin al interregno, hemos decidido proclamar, como proclamamos por la presente, a nuestro bien amado hermano José Napoleón, actualmente rey de Nápoles y Sicilia, rey de las Españas y de las Indias». Según Ángel Bahamonde y Jesús A. Martínez, «resulta indudable que [el decreto] formaba parte de una estrategia napoleónica de integrar en el sistema imperial la península Ibérica, traspasando a España el modelo familiar ya ensayado en otros territorios europeos que asociaba la estabilidad imperial a una endogamia familiar de testas coronadas».
El decreto de Napoleón del 4 de junio de 1808 garantizaba «al rey de las Españas la independencia y la integridad de sus Estados, sea de Europa, sea de África, sea de América». Así, la entrada en Bayona de José Bonaparte, acompañado de su hermano que había salido a su encuentro, que tuvo lugar el 6 de junio ―el 7 de junio, según Lentz―,  se hizo con la solemnidad que le correspondía al nuevo rey de España ―las tropas le rindieron honores, sonaron las campanas de las iglesias y se dispararon salvas de artillería, mientras el gentío lo aclamaba a él y al emperador―. Un periódico francés cuando dio la noticia de la proclamación de José Bonaparte como rey de España comentó:

¡Que no haya más Pirineos! Tal ha sido el deseo constante de los buenos españoles, porque no puede haber Pirineos cuando los intereses son los mismos, cuando la confianza es recíproca y cuando cada una de las dos naciones consigue, en el mismo grado, el respeto de su independencia y dignidad…

El 8 de junio los veintiséis diputados que ya habían llegado a Bayona ―a quienes el rey José les había dicho el día de su llegada: «Nos proponemos reinar para el bien de los españoles y no para el nuestro»― hicieron pública una proclama dirigida a los «Amados españoles, dignos compatriotas» a favor del nuevo rey José I, «cuyas virtudes son admirables por sus actuales vasallos». En la proclama aseguraban que el rey, «conociendo vuestro carácter fiel y religioso, desea no interrumpir vuestro fervoroso celo y os promete que mantendréis, a imitación de vuestros mayores, nuestra santa religión Católica en toda su pureza, y que será la dominante y única, como hasta aquí, en todo nuestros reinos». Pero la proclama incluía también una exhortación a los «propietarios ricos y acomodados», a los «labradores honrados», a los «artesanos aplicados», a los «comerciantes y fabricantes industriosos» y a los «ciudadanos de todas clases que tenéis un pasado honesto» a que no se dejasen arrastrar por «los que excitan inquietudes entre vosotros», recordándoles que «la anarquía es el mayor azote que Dios envía a los pueblos; durante ella la libertad y el desenfreno saquean, queman, talan, cometen toda especie de desórdenes; los hombres de bien son ordinariamente sus más seguras víctimas». Uno de los párrafos de la proclama decía lo siguiente:

Si trata de modificar y enmendar en la parte que lo exija nuestra antigua legislación, es para que vivamos en razón y justicia: si desea que nuestro Erario público se organice, es para que nuestro Ejército y Marina sean poderosos y temibles a nuestros enemigos, evitando gastos superfluos, dictando una administración sabia que los corrija, animando la industria nacional, cortando las trabas infinitas que detienen a nuestro comercio,  y  aliviándolo  en  la  parte  posible  de  los  pesados  e  indiscretos  tributos  que  nos han agobiado hasta aquí, y han aniquilado nuestra agricultura y todos nuestros recursos [...] Resistir sería fatal para España; al fin sucumbiréis y todo estará perdido. Es preciso no disimulároslo: la salud pública no puede ya depender de este momento sino de que todos nos reunamos de corazón al nuevo gobierno, y le ayudemos en la regeneración que está disponiendo para la felicidad de nuestra patria.

## Desarrollo

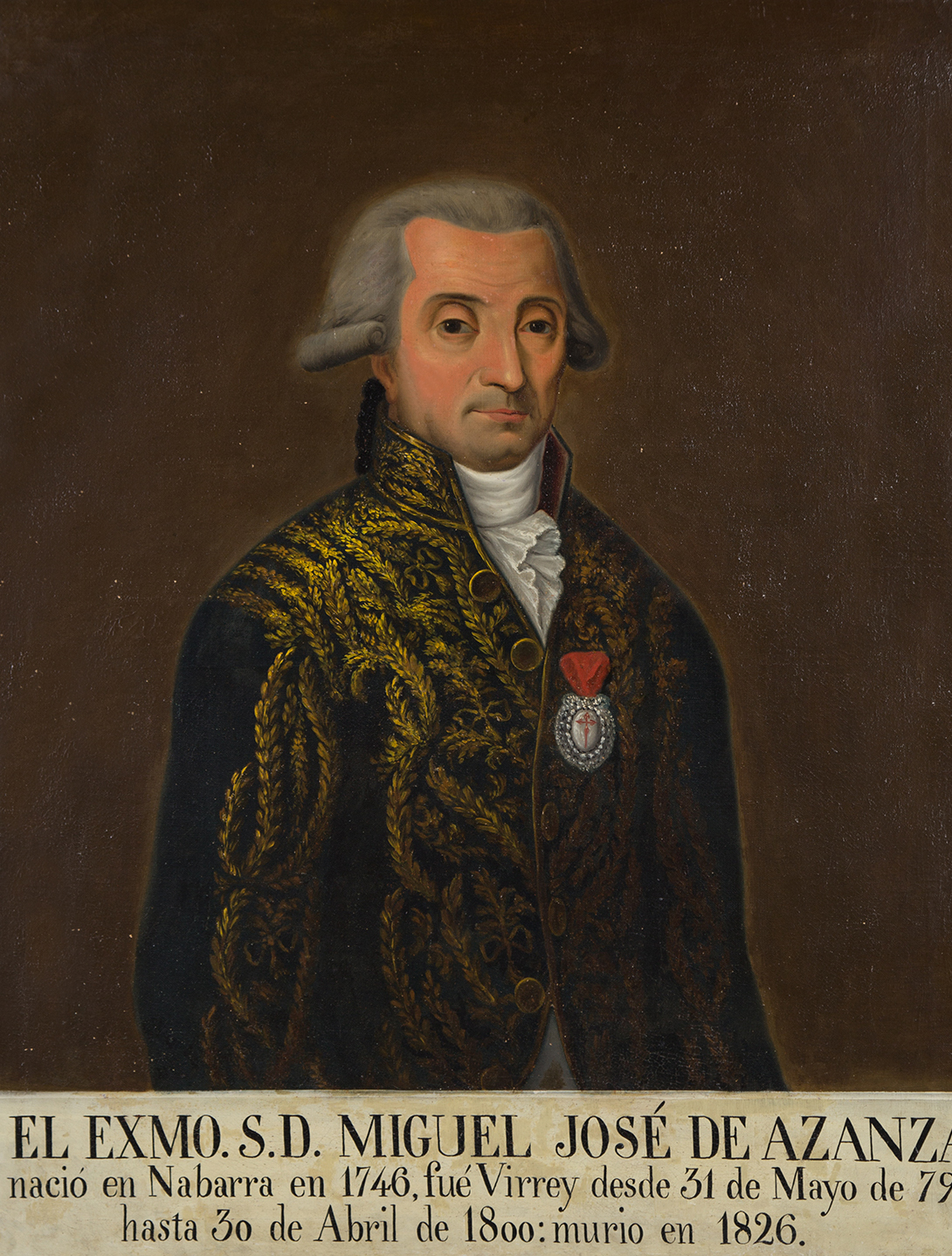
Miguel José de Azanza, fue nombrado presidente de la Asamblea por expreso deseo del emperador Napoleón Bonaparte.

Sin esperar a que llegaran todos los convocados, el 15 de junio inauguró sus sesiones la «asamblea de Bayona» ―conocida también como «Junta de Notables de España»― bajo la presidencia, por expreso deseo de Napoleón, de Miguel José de Azanza, que había sido ministro y virrey de Nueva España. Actuaron como secretarios Mariano Luis de Urquijo y Antonio Ranz Romanillos, también nombrados por Napoleón. Estuvieron presentes 65 de los 150 diputados previstos. En esa primera sesión se dio lectura a la circular del Consejo de Castilla por la que se ordenaba publicar en España el decreto de Napoleón del 4 de junio en el que se proclamaba «rey de España y de las Indias» «a su amado rey José». Al día siguiente la Asamblea cumplimentó al nuevo rey y Azanza pronunció el discurso que habían aprobado los presentes, en el que entre otras cosas dijo:

Siglos hacía que estábamos del todo separados de su gobierno; y este confiado a veces a hombres astutos, que no pensaban si no en encadenar con artería a su pueblo; y a veces a débiles y sin carácter, para quienes reinar, no era más que vivir entregados a sus pasatiempos, y abandonar el mando a sus validos. Por estos ha venido la nación española a caer del altísimo puesto a que fue elevada en los siglos XV y XVI, hasta el abismo en que se hallaba sumida cuando el último de nuestros Reyes ha cedido el derecho de gobernarla a un Príncipe…

José Bonaparte respondió en castellano haciendo un llamamiento a la unión y a la concordia de los españoles bajo su cetro dirigido sobre todo a las «provincias» en situación de rebeldía. «Discurso que evidentemente fue sugerido por Napoleón», según Juan Mercader Riba. En efecto, Napoleón le había escrito el 16 de junio: «Prepara tu respuesta. Tienes que hablar de la tristeza que los recientes acontecimientos en España te han causado; de tu pena de que haya sido necesario usar la fuerza para llegar a una conclusión que podría haberse alcanzado por la razón y la discusión exclusivamente. Cuéntales tu deseo de estar entre tus súbditos para reconciliar a todas las facciones y para comenzar tu reinado con actos de perdón y de clemencia. Estarás bien asesorado para hacer tu discurso bastante largo y elaborado».
Hasta el 30 de junio, día en que cerró sus sesiones con la presencia de 91 diputados, la «Asamblea de Bayona» se ocupó de la discusión y aprobación de la «Nueva Constitución que ha de regir en España e Indias». En la redacción del proyecto de Constitución había tenido una intervención destacada el jurista Antonio Ranz Romanillos ―secretario de la Asamblea y que sería nombrado consejero de Estado por José I, pero que tras la batalla de Bailén se pasaría al bando «patriota», participando asimismo en la elaboración del proyecto de la Constitución de Cádiz―. «Conocedor como nadie de las constituciones de la República francesa, él fue el alma de la nueva Constitución española», ha afirmado Manuel Moreno Alonso.
En cuanto a la participación de los diputados de las Indias, José del Moral sugirió que los diputados americanos sean personas naturales de la región y se realizara una representación Corporativa por Estamento a grandes metrópolis americanas como Ciudad de México y Lima (donde las corporaciones coloniales estaban muy empoderadas y no se veía conveniente representarles con Igualdad ante la ley), José Odoardo Grandpre sugería que se de la separación de poderes en los gobernadores y virreyes de sus funciones judiciales y municipales, Herrera y Milá de la Roca sugerían establecer Juntas subdelegadas del Senado (que aseguren la práctica de las libertades individuales, sobre todo la libertad de prensa) junto a nuevos tribunales que pudieran decidir cuestiones de competencia (para superar los problemas de distancia), en específico Ettenhard y Angulo proponían tribunales de reposición para la Ciudad de México y Lima. Ya redactada la Constitución, el diputado Milá de la Roca y Herrera sugirió que se agregara el artículo “Queda abolido el nombre de Colonias. Las posesiones de España en América y Asia se titularán provincias de España en América”, pero no se aceptó la necesidad de tal aclaratoria (probablemente porque España nunca consideró a sus Virreinatos Americanos como colonias al estilo de las factorías comerciales de otros imperios), sin embargo, se estableció que a los territorios americanos solo se les debía llamar con el nombre de “reinos y provincias”, en el título X dedicado exclusivamente a los territorios de ultramar. Entre algunas reformas logradas, fue la de que en el Consejo de Estado debían existir al menos 6 diputados a Cortes americanas en la sección de Indias (de las 6 secciones), los cuales debían poseer voz consultiva “en todos los negocios tocantes a los reinos y provincias españolas de América y Asia”. También se creó un Ministerio de Indias (de 9 ministerios), pero su funcionamiento nunca fue efectivo.

“Las colonias españolas de América y Asia gozarán de los mismos derechos que la Metrópoli”
Constitución de Bayona (1808)

Por otro lado, José del Moral solicitó que la Constitución declarase públicamente, para lograr cumplir el principio de igualdad declarado por el artículo 80, las siguientes reformas y derechos. No todos serían aprobados, pero serían inspiración fundamental para el Título X del Estatuto de Bayona dedicado a las Indias.

1º.- Libertad de sembrar y plantar la tierra sin limitación ninguna. 2º.- Libre comercio entre los distintos puertos americanos y asiáticos y con la metrópoli. 3º.- Prohibición de privilegios de extracción o introducción. 4º.- Libertad para construir y armar barcos mercantes. 5º.- Prohibición de infamia para ninguna clase, y atención a la conducta y al mérito de todos los hombres. 6º.- Abolición de cualquier tributo a las clases de indios y castas. 7º.- Prohibición de cualquier clase de servicio personal. 8º.- Que los indígenas viviesen en igualdad de derechos y que no estuvieran obligados a vivir en lugares separados. 9º.- Que la nobleza calificada de los americanos no necesitara probar su origen de la españolas para ser considerada como tal en Europa. 10º.- Que a ningún americano se le impidiera procurar su honesta subsistencia en el ejercicio de su industria.

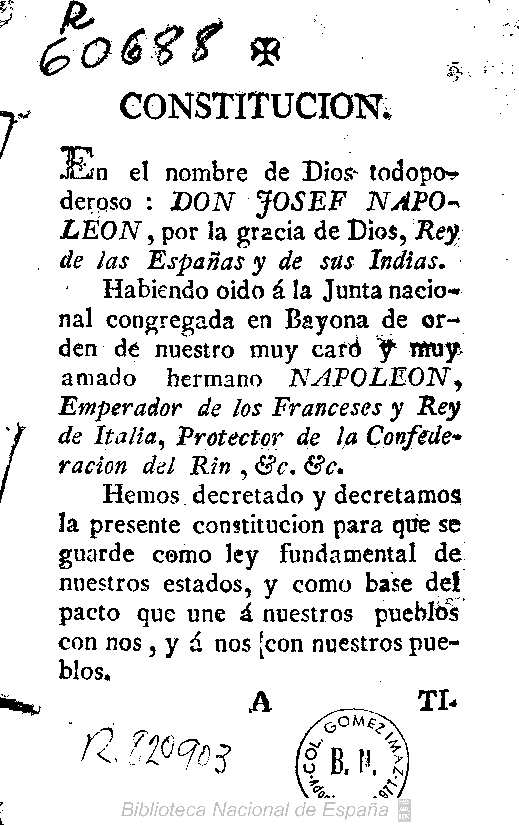
Primera página de la Constitución de Bayona

El proyecto de Constitución había sido entregado al presidente de la Asamblea Azanza por el propio Napoleón que había introducido algunas modificaciones en el texto original a propuesta de un grupo de juristas y políticos españoles reunidos por el embajador francés en Madrid conde de La Forest —Napoleón le había escrito a Murat el 23 de mayo: «Encontraréis adjunto un proyecto de estatuto constitucional; enviadlo a los señores La Forest y Freville y reunid a cinco o seis de los miembros más considerados de la Junta y del Consejo de Castilla, para consultarles acerca de los cambios y mejoras de que es susceptible este proyecto»— y de algunos de los diputados que habían ido llegando a Bayona ―según Juan Francisco Fuentes el proyecto fue sometido al Consejo de Castilla que lo había aprobado el 29 de mayo bajo la presión de Murat―. Mariano Luis de Urquijo propuso introducir el principio de la inamovilidad de los jueces, como garantía de su independencia, la separación de la jurisdicción civil de la eclesiástica, la abolición de los derechos feudales, la democratización de las órdenes militares y la creación del registro civil. Raimundo Etternhard, miembro del Consejo de la Suprema Inquisición, insistió, en un sentido contrario al de Urquijo, en que se suprimiera el artículo en que se abolía la Inquisición , propuesta que Napoleón acabó aceptando. También aceptó otras propuestas en sentido conservador para, según Juan Mercader, eliminar «todo pretexto de inquietud o disgusto entre los españoles» en un momento en que la rebelión antifrancesa se estaba extendiendo, como los artículos en que se abolían los privilegios de la nobleza y el clero y de ciertas corporaciones o los que hablaban de reformas religiosas. El emperador también desistió en su propósito de implantar en España el Código Civil napoleónico.
Así pues, como ha destacado Juan Mercader Riba, «el proyecto de Constitución venía a la Asamblea bastante maduro y bien poco pudo ésta alterar. […] La Asamblea de Notables se pronunció efectivamente sobre varios puntos, muchas veces rectificando cuestiones de detalle al proyecto presentado, pero la decisión final la tuvo siempre el emperador francés: de modo que, al margen del extracto del acta de los acuerdos de la Asamblea, figura el “approuvé” o “refusé”, la resolución imperial, de manos de Ministro Secretario de Estado, Maret». El proyecto «fue aprobado tal y como lo había presentado Napoleón». En el mismo se había eliminado, a petición de los españoles, toda referencia al emperador de los franceses como fuente de legitimidad de José I. «Si su derecho a reinar provenía de su hermano, su derecho de reinar procedía de la Constitución», ha afirmado Thierry Lentz.
El mismo día 30 de junio en que clausuró sus sesiones la Asamblea de Bayona se leyó a los diputados una carta de Fernando VII enviada desde el château de Valençay, donde se hallaba recluido, en la que mostraba «la satisfacción de ver instalado» a José Bonaparte en el trono de España y «prometiendo la lealtad que le debo al Rey de España». «No podemos ver a la cabeza de ella un monarca más digno, ni más propio por sus virtudes para asegurársela, ni dejar de participar al mismo tiempo del grande consuelo que nos da esta circunstancia», decía la carta ―que circuló por Madrid tras la entrada de José I en la capital―. El historiador británico Michael Glover comenta: «Incluso los Borbones españoles nunca se hundieron más bajo que esto».
En el discurso de clausura que pronunció el presidente de la Asamblea Azanza agradeció a Napoleón la aprobación de la Constitución —había propuesto que se acuñaran dos monedas para ofrecérselas al emperador— y criticó duramente a los gobiernos de los Borbones, aunque él había formado parte de ellos:

El orden social estaba a punto de disolverse entre nosotros; el Gobierno superior lo había atraído todo a sí, para ensanchar más los límites de la arbitrariedad, escoger los negocios en que pudieran hacerse lugar la parcialidad ó el capricho, y dejar los demás en  abandono  [...]  La  Hacienda  era  verdaderamente  un  caos,  y  la  deuda  pública  un  abismo. Los resortes todos de la administración estaban dislocados y rotos; no había parte sana que ejerciera con regularidad sus funciones

.

## Consecuencias
El 7 de julio José I Bonaparte, rey de España «por la gracia de Dios y por la Constitución del Estado», prestó solemne juramento en el Ayuntamiento de Bayona (en francés), según lo prescrito en la Constitución, ante el arzobispo de Burgos (uno de los dos únicos eclesiásticos, junto con el obispo de Pamplona, que habían acudido a Bayona, de los ocho arzobispos y obispos previstos):

Juro por los Santos Evangelios respetar y hacer respetar nuestra santa religión, observar y hacer observar la Constitución, conservar la integridad y la independencia de España y de sus posesiones, respetar y hacer respetar la libertad individual y la propiedad, y gobernar sólo con miras al interés, la felicidad y la gloria de la nación española.

Después del juramento, tras una misa pontifical oficiada por el arzobispo de Burgos, los diputados juraron a su vez fidelidad al nuevo monarca: «Juro fidelidad y obediencia al rey, a la Constitución y a las leyes».  Algunos de ellos le aseguraron que «España entera acogería con entusiasmo al nuevo soberano». Pero lo cierto era, como ha destacado Rafael Abella, que se abría un profundísimo «cisma en el cuerpo social hispano». «Frente a los que se llamaban a sí mismos “patriotas” [que no reconocían la legitimidad de José I y defendían los derechos de Fernando VII], empezó a nombrarse despectivamente de “afrancesados” o “josefinos” a los que se dispusieron a colaborar con el régimen encarnado por José I».